# Larose (Louisiane)
Pour les articles homonymes, voir Larose.
Larose est une communauté non-incorporée de l'État américain de la Louisiane, située dans la paroisse de La Fourche. 

## Géographie
La ville portuaire de Larose est située au croisement du bayou Lafourche et du canal du Gulf Intracoastal Waterway. Elle vit notamment du trafic généré par les industries pétrolières et de pêche. 
Larose est située à une vingtaine de kilomètres à l'Est de la ville de Houma et à l'ouest de Pointe-aux-Chênes. La route principale qui traverse la localité se poursuit en direction du Sud, vers Cut Off, Port Fourchon puis Grand Isle. 

## Histoire
La région fut peuplée dès la période de la colonisation de la Louisiane française par les colons français et les Acadiens réfugiés en Louisiane après leur déportation par les Anglais lors du Grand Dérangement au milieu du XVIIIe siècle. Le village de La Rose devint avec le temps Larose ou LaRose.
Chaque année, en octobre, se déroule le "French Food Festival" organisé par les Cadiens dans une ambiance de musique cadienne.